# Al-Qamar

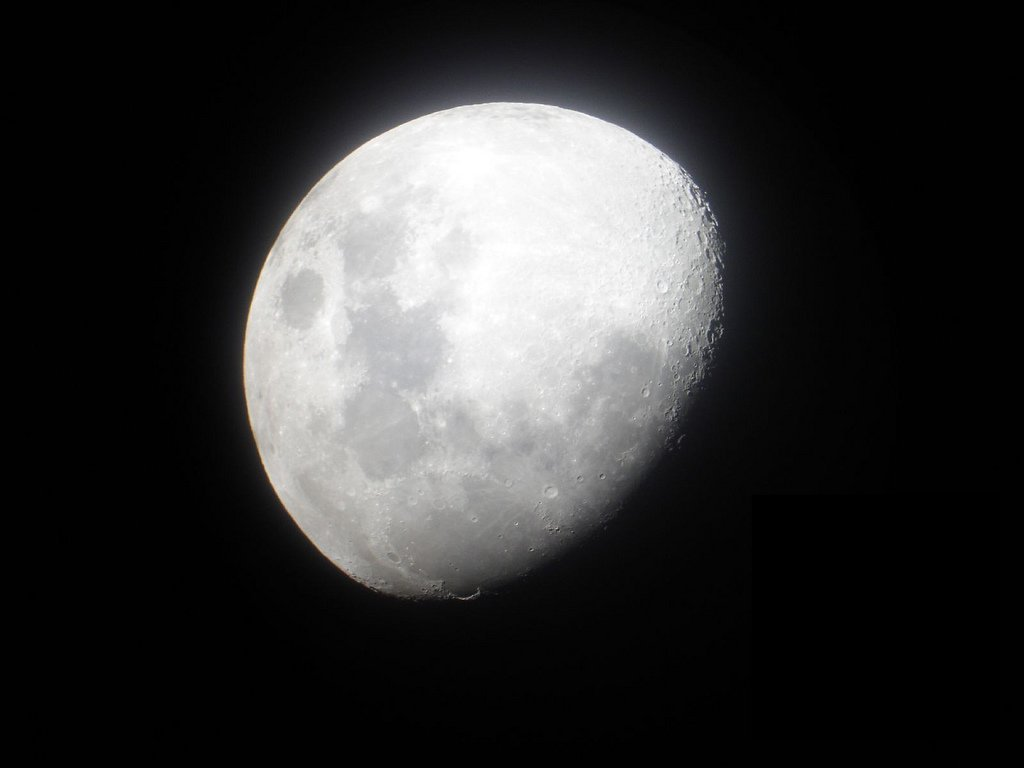
Månen

Al-Qamar (arabiska: سورة القمر) ("Månen") är den femtiofjärde suran i Koranen med 55 verser (ayah). Några verser hänvisar till att Muhammed vid ett tillfälle skall ha delat månen, som ett mirakel. Den inledande versen, efter basmalan, lyder:
اقْتَرَبَتِ السَّاعَةُ وَانشَقَّ الْقَمَرُ
Iqtarabati alssaAAatu wainshaqqa alqamaru
Stunden närmar sig och månen har rämnat!